# Luisa Fernanda Rudi
Luisa Fernanda Rudi Úbeda (Sevilha, 13 de dezembro de 1950) é uma política espanhola, que desempenhou funções de presidente do Congresso dos Deputados entre 2000 e 2004.

## Biografia
Foi deputada nas Cortes de Aragão, deputada no Congresso da Espanha, prefeita de Saragoça (1995–2000), deputada no Parlamento Europeu (2004–2008), presidente do Governo de Aragão na VIII Legislatura (2011–2015), e presidente do Partido Popular de Aragão (2008–2017). Em 5 de abril de 2000, foi eleita a primeira mulher presidente do Congresso dos Deputados, cargo que permaneceu até 19 de janeiro de 2004. Desde 28 de julho de 2015, é senadora por designação das Cortes de Aragão.